# Parc provincial de Fish Creek
Le parc provincial de Fish Creek (anglais : Fish Creek Provincial Park) est un parc provincial de l'Alberta (Canada situé dans la banlieue sud Calgary. Il est considéré comme le plus grand parc urbain en Amérique du Nord.